# José Geraldo
José Geraldo Ribeiro (Jequeri, 20 de agosto de 1940) é um político brasileiro. Exerceu o mandato de deputado federal constituinte em 1988.

## Biografia
José Geraldo Ribeiro (20 de agosto de 1940) foi um engenheiro químico, professor e político brasileiro conhecido pelo seu cargo de deputado federal pelo estado de Minas Gerais. Nasceu na município de Jequeri, em Minas Gerais, filho de Geraldino de Assis Ribeiro e de Celuta Siqueira Ribeiro.Viveu em Belo Horizonte do ano de 1956 até 1964, período no qual completou sua educação e formou-se engenheiro químico pela UFMG (Universidade Federal de Minas Gerais).José Geraldo foi casado com Deoni Cavalcante Ribeiro e teve três filhos.
A entrada de Geraldo no mundo da política se deve ao contato que tinha com Eliseu Resende, que se candidatou para o governo de Minas Gerais nas eleições de 1992 pelo Partido Democrático Social (PDS), e que trabalhou também como diretor do DER. Geraldo apoiou Resende na campanha, porém depois que o pleito se encerrou, decidiu se aliar com uma chapa diferente. Esta nova chapa, tinha como alguns de seus integrantes Tancredo Neves (govenador) e como seu vice, Hélio Garcia. Os dois, na época, foram eleitos na legenda pelo Partido Do Movimento Democrático Brasileiro (PMDB), e por conta disso, Garcia foi então nomeado para comandar a prefeitura de Belo Horizonte, e assim, Geraldo foi indicado para fazer parte da secretária de Assuntos Especiais do Município. 
Geraldo deixou seu cargo na secretaria de Assuntos Especiais do Município em agosto de 1984 para assumir a Secretaria de Assuntos Especiais da administração estadual. Nesse cargo, ele tinha como função a coordenação de obras e também realização de concorrências públicas. Porém, nessa época ele entrou em algumas polêmicas e acabou ganhando o apelido de "Quinzinho", devido a alusão que faziam por ele supostamente cobrar uma comissão de 15%.  No ano de 1986, após dois anos na Secretaria de Assuntos Especiais, ele decidiu deixar o cargo e em novembro desse mesmo ano, se candidatou para concorrer a deputado federal pelo estado de Minas Gerais pelo PMDB. Nessa nova empreitada, ele contou com o apoio de várias empreiteiras do estado. 
Em sua campanha para tentar se eleger, Geraldo passou por algumas dificuldades em disputas de com outros políticos, como por exemplo com Itamar Franco, que na época concorreu ao cargo de governador pelo Partido Liberal (PL). Itamar fez um slogan para tentar enfraquecer seu rival, com a seguinte frase: "Em meu governo as obras serão 15% mais baratas", em referência a má fama que Geraldo adquiriu. Mesmo sendo "atingido" com as denúncias feitas, ele conseguiu ser eleito em fevereiro de 1997, e tomou posse na Assembléia Geral constituinte (ANC). 
Após ser eleito, ele passou a fazer parte de um grupo conhecido como "grupo do centrão", ou mesmo grupo suprapartidário de orientação conservadora, onde Geraldo se tornou titular de uma comissão de Sistematização. Além desse cargo como titular, também participou na função de suplente da Subcomissão do Poder Executivo da Comissão da Organização dos Poderes  e Sistema de governo.Nessa época de constituinte, ocorreram uma série de votações, em que o então deputado federal votou na maioria das vezes a favor da unidade sindical. Além disso, Geraldo teve que votar em outros assuntos polêmicos como ao mandato de cinco anos do presidente da época José Sarney, onde votou em favor do presidente. Ele também foi contra alguns votos, como por exemplo a legalização do aborto e ao mandato de segurança coletivo. 
Geraldo foi acusado de se envolver em notáveis escândalos políticos de corrupção. No ano de 1993, a revista brasileira Veja citou José Geraldo como um dos integrantes de um profundo esquema de corrupção envolvendo políticos de vários escalões do Estado. As acusações envolviam os nomes das maiores empreiteiras do Brasil e apontavam para desvio de verbas e subvenções públicas em benefício pessoal.O deputado teve seu mandato cassado no ano de 1994 em consequência da conclusão da CPI que investigou as alegações de corrupção.

## Atividades Parlamentares

### Assembleia Nacional Constituinte
- Suplente na Subcomissão do Poder Executivo, da Comissão da Organização dos Poderes e Sistema de Governo (1987); [3]
- Titular na Comissão de Sistematização (1987-1988);[3]

### Congresso Nacional
- Titular na Comissão Mista de Orçamento (1990);[3]

### Câmara dos Deputados

##### Comissões Permanentes
- Titular na Comissão de Economia, Indústria e Comércio (1989-1990); [3]
- Titular na Comissão de Fiscalização e Controle (1989-1990); [3]
- Suplente na Comissão de Transportes (1989-1990); [3]
- Titular na Comissão de Finanças e Tributação (1990); [3]
- Suplente na Comissão de Economia, Indústria e Comércio (1990); [3]
- Titular na Comissão de Economia, Indústria e Comércio (1991-1992); [3]
- Titular na Comissão de Minas e Energia (1992);[3]
- Titular na Comissão de Desenvolvimento Urbano e Interior (1993-1994);[3]
- Suplente na Comissão de Finanças e Tributação (1993-1994);[3]

#### Comissões Especiais
- Titular na Comissão Especial Política Nacional de Habitação (1993); [3]
- Suplente na Comissão Especial Política Nacional de Habitação (1993).[3]